# 大行司站

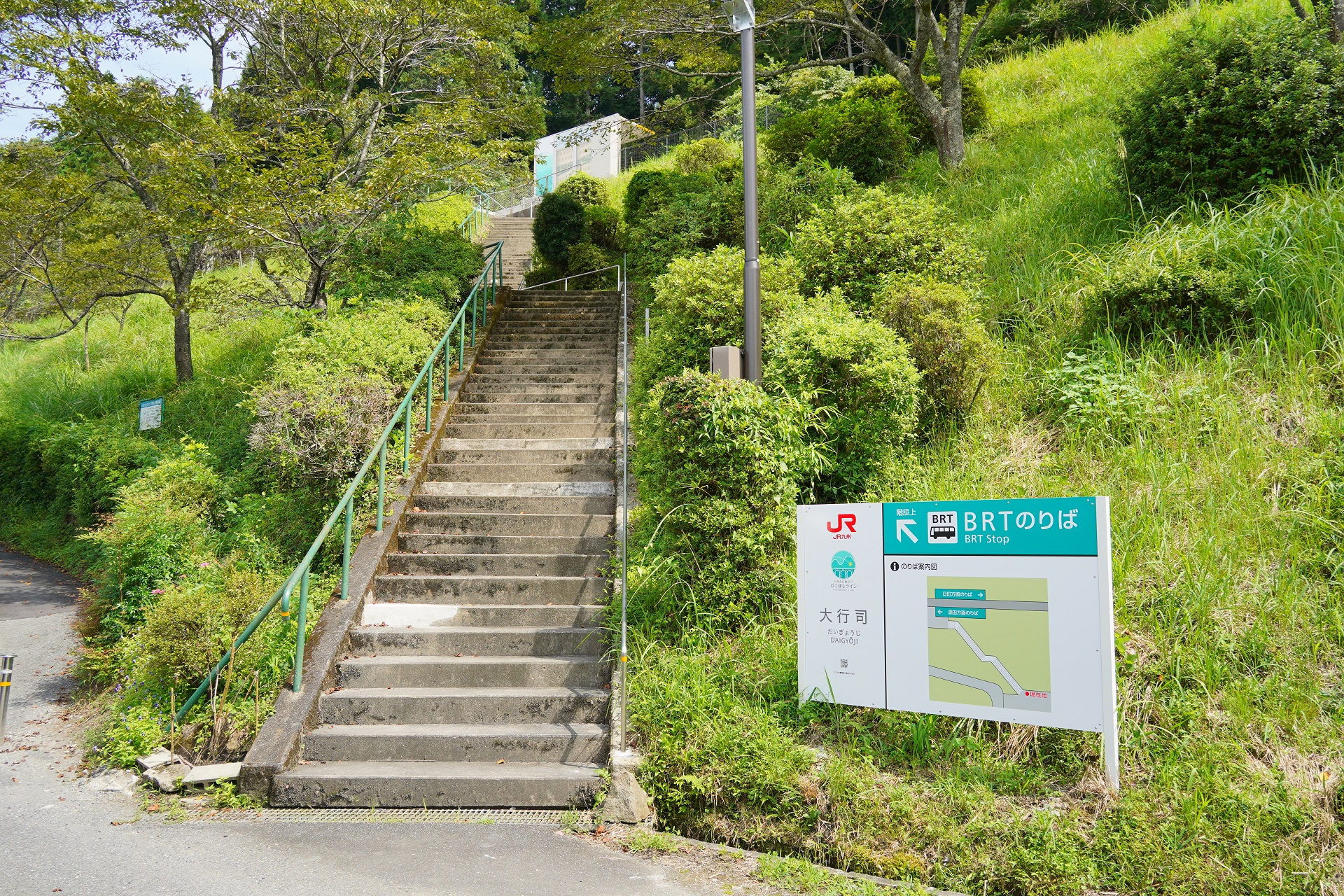
前往候車月台的樓梯及指示板。左側為到達原鐵路月台的斜道。（2023年9月）

大行司站（日语：／ Daigyōji eki */?）是位於福岡縣朝倉郡東峰村大字寶珠山，九州旅客鐵道（JR九州）日田彥山線BRT（BRT彥星線）的車站。先前原為日田彥山線的鐵道車站。
此站最接近東峰村公所寶珠山廳舍（議會設置廳舍，舊寶珠山村公所）。

## 車站構造

### 站房
建有以水泥地基、木所搭成的單層站房一座，為第二代站房，是因應第一代站房因在2017年7月九州北部暴雨時山坡上塌下來的山泥及石塊所沖毀而重新興建的，外貌儘量與第一代站房相近，但內裝則與第一代站房有着不同。
整個站房以木色和黑色為主色；站牌沿用了同村內其他兩個原鐵路車站（筑前岩屋站和寶珠山站）的模式，採用了一塊連樹皮、四邊未經打磨切割的的木板製成，並採用了由右至左的寫法標示，書寫站牌的人為第41代式守伊之助。
車站入口設於右方，設有趟門，進站後為候車區域，採取相當簡樸的裝橫，右端設有一列用整條木條所砌成的候車長櫈，對上的牆壁則用作村公佈欄及展示當地學生作品；除此以外，就只有掛在天花板上的三盞吊燈，以及在通往旁邊房間的門楣上設置了一個同色系的木時鐘而已。前方為開放式驗票口，同樣加設了趟門，推開後向前走便可沿77級樓梯或斜路行上路堤上的候車月台。
至於左側的空間，現時用作東峰村的集會場所。
在站房出入口前，豎立了一支由國際獅子會標誌的石柱，用作紀念屬下第337-A地區協助站房重建的工作。在整個達1700萬日圓的重建費中，獅子會第337-A地區便捐助了1000萬日圓，因此，站房的新房間亦間中被獅子會用作研修之用。而站房外亦擺放了一支扭曲了的鐵路路軌，是原在筑前岩屋站上、但因山泥傾瀉而被沖至彥山川內，後來拾獲後改安放於此，作為對這次天災的一個警示。

### BRT月台

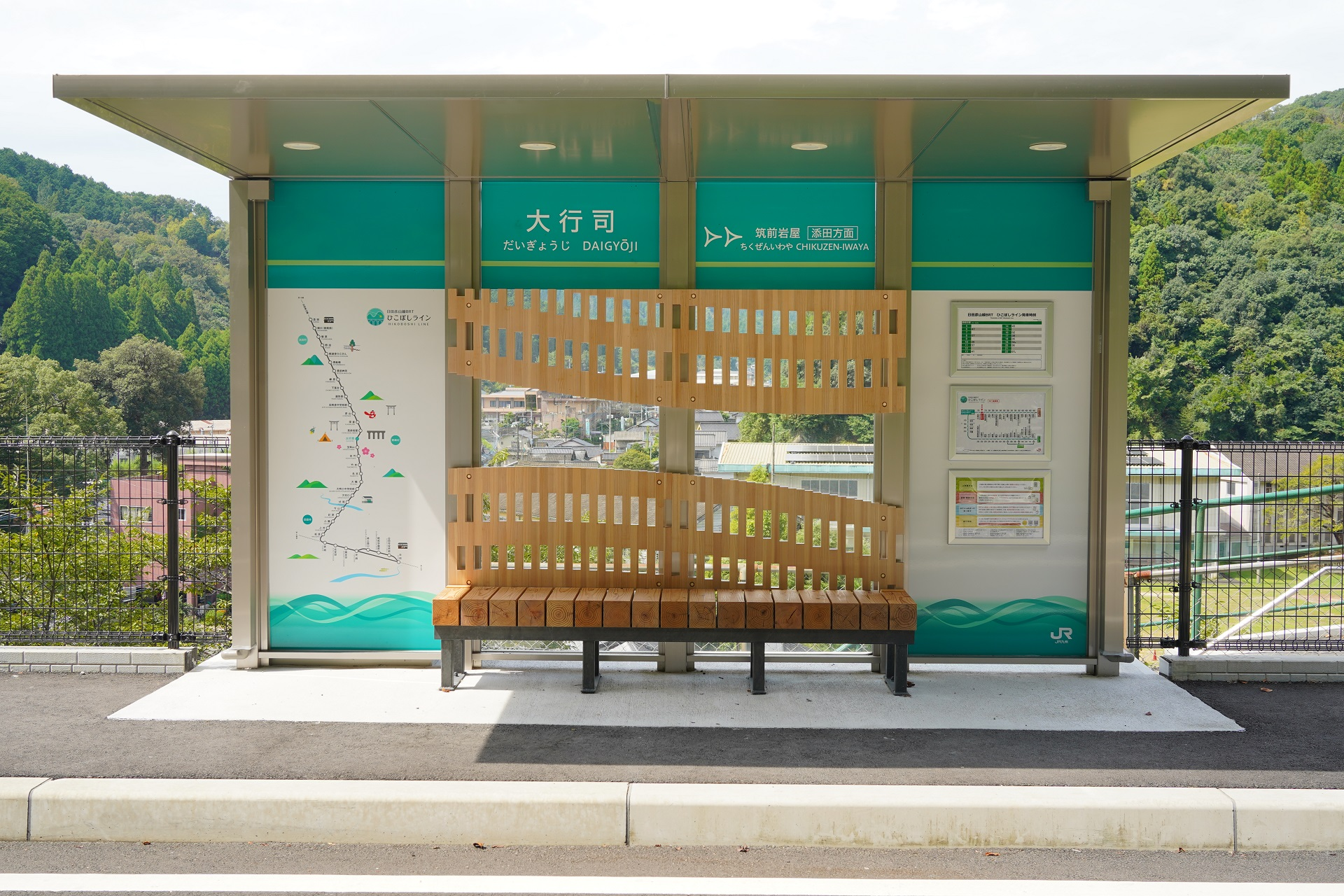
往添田方向的BRT候車室(2023年9月)

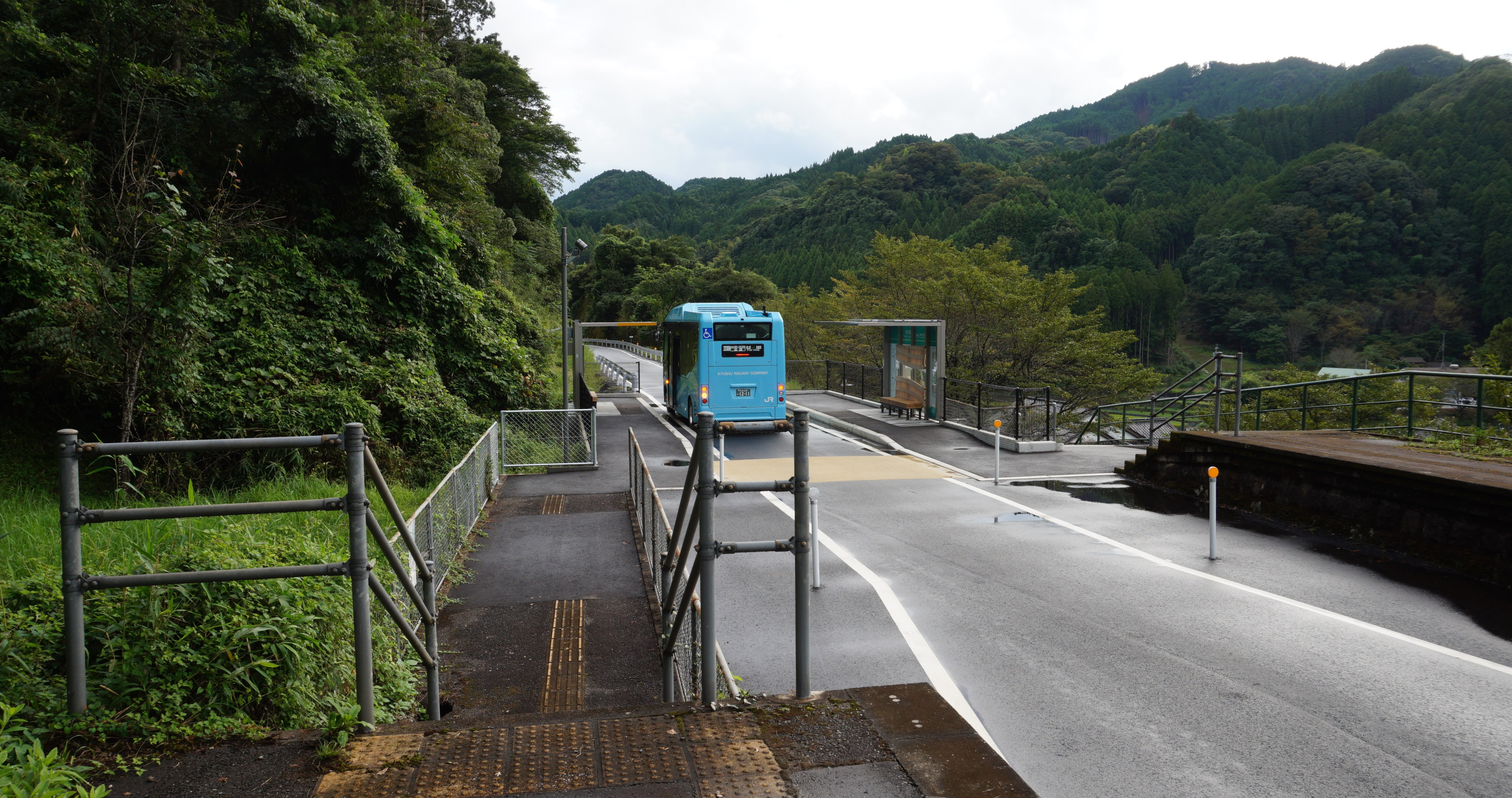
一輛往日田方向的BRT停靠中(2023年9月)

設有兩個候車月台，由於站房與月台有一段距離，造就了上、下行月台均採用了相同的候車室；可是相比鐵路時代作為彥山～夜明間唯一容許列車交會的車站，BRT化後卻選址在原月台南端的單線區域上興建候車月台，這極可能是由於原來的月台位處彎位，對於巴士來講不容易靠站，因此改在直線路段部份設站。
本站的候車室設計被JR九州選定為7個特色候車亭之一，選用的靈感為東峰村的工藝品「小石原燒」中採用的「飛鉋」技術（飛び鉋）—在瓷器造形時用「飛鉋」工具來替瓷器製造不規則坑紋，將其展現在木材當中。候車月台以鋼板和透明膠片所砌成，並設有上蓋。
| 月台             | 路線                        | 上下行             | 方向     | 備註 |
| ---------------- | --------------------------- | ------------------ | -------- | ---- |
| 東側（靠近山邊） | ■日田彥山線BRT（BRT彥星線） | 下行               | 日田方向 |      |
| 西側（靠近站房） | 上行                        | 筑前岩屋、添田方向 |          |      |

#### 第一代原站房

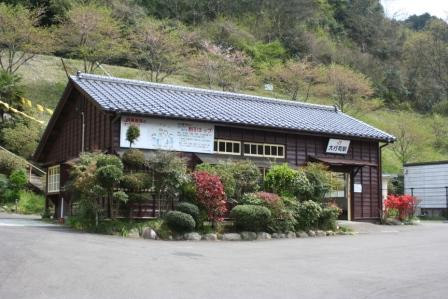
改裝後，水災前的車站大樓（咖啡店開店前）

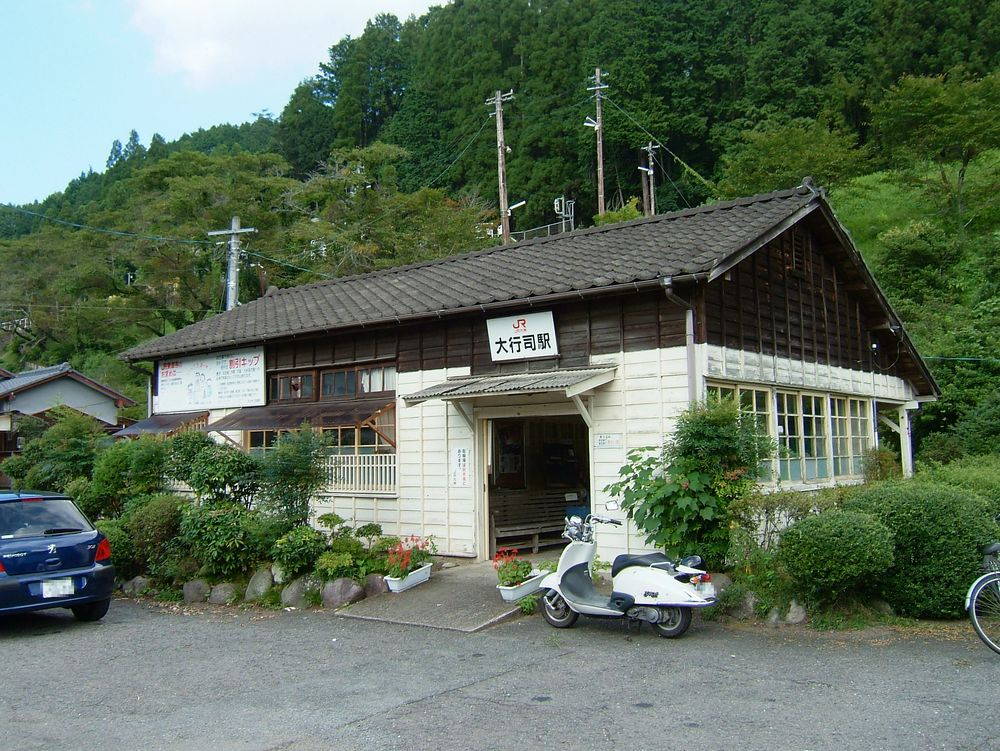
改裝前的車站大樓（2006年8月23日）。在建築物上面設有月台照明燈

以木搭成的單層站房，民營化後，JR九州無償轉讓予東峰村，後來東峰村將其翻新後，2008年轉讓予村民於原職工宿舍及站務室內開設咖啡店暨社區交流中心。

#### 原鐵道月台
月台建設路堤上，設有2面2線的側式月台。在彥山站至夜明站之間，此站唯一可進行列車交會。
| 路線        | 上下行                      | 方向                              | 備註 |
| ----------- | --------------------------- | --------------------------------- | ---- |
| ■日田彥山線 | 上行                        | 田川後藤寺、經■日豐本線往小倉方向 |      |
| 下行        | 日田、經■久大本線往大分方向 |                                   |      |

## 歷史
- 1946年9月20日：彥山線寶珠山至本站間開通，此站啟用[10][1]。
- 1956年3月15日：日田線彥山站～本站延伸開業[1][11]。
- 1960年4月1日：彥山線與日田線整合，成為日田彥山線[12]。
- 1980年10月1日：日田彥山線急行列車降級至快速列車，除了下行快速「日田」外，所有列車停靠此站。同時，本州直通列車「秋吉」從可前往山口縣美禰市、長門市、萩市，延長至前往島根縣益田市，當中不需要中換轉乘。
- 1985年3月14日：因「秋吉」廢止。所有「日田」停靠此站，因此所有日田彥山線上的列車均各站停車。
- 1987年4月1日：隨國鐵分割民營化，車站由九州旅客鐵道（JR九州）營運[13][14][15]。
- 2001年12月：結束簡易委託，改為無人車站[1]。
- 2017年：

- 7月5日：受2017年7月九州北部暴雨影響，站房被沖毀，車站暫停營業。一列2輛編成、剛好停靠在月台上的KiHa47系(KiHa147 107、KiHa147 1033)幸安全無事。
- 7月31日：日田彥山線替代巴士東峰村役場～大行司～日田代行巴士服務開始，車站設於國道211號外的「大行司」巴士站。由於通往筑前岩屋的福岡縣道52號仍未清理好，代行巴士到達本站後，將繼續沿國道211號前往東峰村兩個廳舍役場，不前往筑前岩屋站。
- 10月25日：被困的列車被運回至小倉工場。

- 2018年：

- 2月1日：此站和筑前岩屋站之間開代替巴士服務，採用9座位珍寶的士行駛。
- 3月17日：加開繞經筑前岩屋站的代行巴士服務，但仍會使用國道211號及國道500號往返添田。

- 2019年12月22日：站房修復工程完成[3][21]。
- 2023年8月28日：車站改為BRT車站後，重新營運[22][23]。

## 使用狀況
《福岡縣統計年鑑》及「東峰村統計網頁」均沒有本站的使用記錄。
自2016年度起，由於JR九州只公佈最多使用量的首300個車站後，本站不單未能顯示實際的使用量，就連表列於「超過100人」的附錄內也沒有打進過。BRT通車後，JR九州公佈BRT車站使用情況。
| 年度 | 一日平均 乘車人次 | 參考資料   |
| ---- | ----------------- | ---------- |
| 2016 | <100              | [ 統計 2 ] |
| 2017 | <100              | [ 統計 3 ] |
| 2018 | 車站停用          |            |
| 2019 | 車站停用          |            |
| 2020 | 車站停用          |            |
| 2021 | 車站停用          |            |
| 2022 | 車站停用          |            |
| 2023 | 9                 | [ 統計 4 ] |

## 相鄰車站
九州旅客鐵道（JR九州）
■日田彥山線BRT（BRT彥星線）
筑前岩屋 — 大行司 — 寶珠山

### 統計數據
1. ↑  鐵道車站時代。
2. ↑   (PDF). 九州旅客鉄道. 2017-07-31  [2017-08-01]. （原始内容 (PDF)存档于2017-08-01）.
3. ↑   (PDF). 九州旅客鉄道.   [2019-05-20]. （原始内容 (PDF)存档于2018-07-17）.
4. ↑  駅別乗車人員上位300駅（2023年度） （页面存档备份，存于），JR九州。

## 外部連結
- JR九州大行司(BRT)站（日語）